# Lijst van onroerend erfgoed in Oud-Heverlee
Een overzicht van het onroerend erfgoed in de gemeente Oud-Heverlee. Het onroerend erfgoed maakt deel uit van het cultureel erfgoed in België.

## Bouwkundig erfgoed
| Object                                         | Erfgoedstatus?                 | Bouwjaar of architect | Deelgemeente     | Adres                                           | Coördinaten                   | Nummer? | Afbeelding                                     |
| ---------------------------------------------- | ------------------------------ | --------------------- | ---------------- | ----------------------------------------------- | ----------------------------- | ------- | ---------------------------------------------- |
| Rooikapelhoeve                                 |                                |                       | Blanden          | Bierbeekstraat 56                               | 50° 49' 20" NB, 4° 42' 38" OL | 42656   | Rooikapelhoeve                                 |
| Dorpshuis                                      |                                |                       | Blanden          | Rooikapelstraat 3                               | 50° 49' 19" NB, 4° 42' 43" OL | 42658   | Dorpshuis                                      |
| Parochiekerk Sint-Anna                         | Monument orgel (monument)      |                       | Oud-Heverlee     | Dorpsstraat                                     | 50° 50' 18" NB, 4° 39' 45" OL | 42665   | Parochiekerk Sint-Anna                         |
| Pastorie Sint-Annaparochie                     | Monument                       |                       | Oud-Heverlee     | Dorpsstraat 60                                  | 50° 50' 16" NB, 4° 39' 46" OL | 42668   | Pastorie Sint-Annaparochie                     |
| Hoeve van het langgeveltype (verbouwd)         |                                |                       | Oud-Heverlee     | Vaalbeekstraat 5                                | 50° 50' 16" NB, 4° 39' 50" OL | 42670   | Hoeve van het langgeveltype (verbouwd)         |
| Watermolen van de Zoete Waters                 | dorpsgezicht                   |                       | Oud-Heverlee     | Waversebaan 262                                 | 50° 49' 24" NB, 4° 39' 9" OL  | 42671   | Watermolen van de Zoete Waters                 |
| Kapel van Onze-Lieve-Vrouw-van-Steenbergen     | Monument                       |                       | Oud-Heverlee     | Witte Bomendreef                                | 50° 49' 19" NB, 4° 39' 49" OL | 42672   | Kapel van Onze-Lieve-Vrouw-van-Steenbergen     |
| Landhuis Spaans Dak                            | dorpsgezicht                   |                       | Oud-Heverlee     | Maurits Noëstraat 2                             | 50° 49' 20" NB, 4° 39' 18" OL | 42673   | Landhuis Spaans Dak                            |
| Hoeve van het langgeveltype                    |                                |                       | Oud-Heverlee     | Witte Bomendreef 1                              | 50° 49' 20" NB, 4° 39' 51" OL | 42674   | Hoeve van het langgeveltype                    |
| Parochiekerk Sint-Jan-Evangelist               | Monument                       | 1792 Louis Montoyer   | Blanden          | Haasroodsestraat 72                             | 50° 49' 39" NB, 4° 43' 4" OL  | 42675   | Parochiekerk Sint-Jan-Evangelist               |
| Pastorie Sint-Jan-Evangelistparochie           | Monument                       | Louis Montoyer        | Blanden          | Kartuizersstraat 77                             | 50° 49' 37" NB, 4° 43' 4" OL  | 42676   | Pastorie Sint-Jan-Evangelistparochie           |
| Ekstermolen                                    |                                |                       | Blanden          | Brainestraat 7                                  | 50° 49' 48" NB, 4° 41' 58" OL | 42677   | Ekstermolen                                    |
| Burgerhuis                                     |                                |                       | Blanden          | Naamsesteenweg 8                                | 50° 49' 52" NB, 4° 41' 59" OL | 42680   | Burgerhuis                                     |
| Dorpshuis                                      |                                |                       | Blanden          | Naamsesteenweg 17                               | 50° 49' 52" NB, 4° 42' 2" OL  | 42681   | Dorpshuis                                      |
| Afspanning van 1776                            |                                |                       | Blanden          | Naamsesteenweg 20                               | 50° 49' 48" NB, 4° 42' 0" OL  | 42682   | Afspanning van 1776                            |
| Afspanning van 1755                            |                                |                       | Blanden          | Naamsesteenweg 68                               | 50° 49' 29" NB, 4° 42' 5" OL  | 42684   | Afspanning van 1755                            |
| Parochiekerk Onze-Lieve-Vrouw en pastorie      | dorpsgezicht                   | 1895 Pierre Langerock | Haasrode         | Milsestraat 51                                  | 50° 49' 51" NB, 4° 43' 38" OL | 42685   | Parochiekerk Onze-Lieve-Vrouw en pastorie      |
| Hoeve                                          |                                | gesloopt              | Haasrode         | Blandenstraat 73                                | 50° 50' 2" NB, 4° 43' 44" OL  | 42686   | Hoeve                                          |
| Dorpshuis                                      |                                |                       | Haasrode         | Naamsesteenweg 115                              |                               | 42689   | Upload foto                                    |
| Hoeve                                          |                                |                       | Haasrode         | Armand Verheydenstraat 23                       | 50° 49' 54" NB, 4° 43' 46" OL | 42690   | Hoeve                                          |
| Maria Magdalenakapel                           |                                |                       | Vaalbeek         | St.-Magdalenaweg 8                              | 50° 49' 36" NB, 4° 41' 19" OL | 42691   | Maria Magdalenakapel                           |
| Hoeve Hof Groenendaal                          |                                |                       | Vaalbeek         | Grezstraat 8, 8A                                |                               | 42693   | Hoeve Hof Groenendaal                          |
| Parochiekerk Sint-Joris                        | orgel (monument)               |                       | Sint-Joris-Weert | Leuvensestraat                                  | 50° 48' 12" NB, 4° 39' 11" OL | 42694   | Parochiekerk Sint-Joris                        |
| Neerveldkapel                                  |                                | 1837                  | Sint-Joris-Weert | hoek Pastoor Tilemansstraat en de Overwegstraat | 50° 48' 19" NB, 4° 38' 57" OL | 307050  | Neerveldkapel                                  |
| Station Sint-Joris-Weert en NMBS-goederenloods | Monument                       |                       | Sint-Joris-Weert | Stationsstraat 1-3                              | 50° 48' 3" NB, 4° 39' 6" OL   | 200041  | Station Sint-Joris-Weert en NMBS-goederenloods |
| NMVB-tramstation met dienstgebouwen            | Monument: station; bijgebouwen |                       | Sint-Joris-Weert | Stationsstraat z.nr., 22                        |                               | 200142  | NMVB-tramstation met dienstgebouwen            |
| Station Oud-Heverlee                           |                                |                       | Oud-Heverlee     | Bogaardenstraat 36                              |                               | 212578  | Station Oud-Heverlee                           |